# Salmos de Asaf
Los Salmos de Asaf son los doce salmos numerados como Salmo 50 y Salmo 73 – Salmo 83 en el Texto Masorético, y como Salmo 49 y Salmo 72 – Salmo 82 en la Septuaginta. Se encuentran en el Libro de los Salmos en la Biblia hebrea (que también se llama Antiguo Testamento). Los eruditos han determinado que la atribución de un salmo a Asaf puede significar una variedad de cosas. Podría significar que los salmos eran parte de una colección de los Asafitas, un nombre que se usa comúnmente para identificar a los cantantes del templo. Otra posibilidad es que los salmos se interpretaran en el estilo o la tradición del gremio que lleva el nombre de Asaf. Se dice que Asaf es el autor o el transcriptor de estos salmos. Puede que no haya dicho estos salmos, sino que haya transcrito las palabras de David. No se conoce ningún período de tiempo específico asociado con estos Salmos, pero el registro de destrucción que se menciona en el Salmo 74 puede indicar que estos Salmos provienen del período posterior al exilio.

## Identidad de Asaf
En la Biblia Hebrea, tres hombres tienen el nombre de Asaf (אָסָף 'ASAP ). Asaf se identifica con los doce Salmos y se dice que es el hijo de Berequías, que se dice que es un antepasado de los Asafitas. Los Asafitas eran uno de los gremios de músicos del Primer Templo. Esta información se aclara en los Libros de Crónicas. En Crónicas, se dice que Asaf era descendiente de Gersón, hijo de Leví, y se le identifica como miembro de los levitas. También se le conoce como uno de los tres levitas comisionados por David para ser el encargado de cantar en la casa de Yahweh (vea abajo). En I Crónicas 6:39, David nombra a un hombre llamado Hemán como el músico o cantante principal y Asaf como ayudante de la mano derecha de Hemán y los meraritas a su mano izquierda. Asaf también se le atribuye la actuación en la dedicación del templo de Salomón en II Crónicas 5:12.
Como oficial dentro del sistema religioso de Jerusalén, Asaf habría participado tanto en el lado público como en el privado de ese sistema. Se desempeñó como funcionario durante varios años, comenzando con el rey David y sirviendo también al rey Salomón, si es el mismo Asaf mencionado en II Crónicas 5:12. Durante su largo período, Asaf vio lo mejor y lo peor de otros funcionarios. Su queja contra la corrupción entre los ricos e influyentes, registrada en el Salmo 73 (Texto masorético) / Salmo 72 (Septuaginta), podría haber estado dirigida a algunos de esos funcionarios. Las palabras que usó para describir a los malvados provienen del mismo léxico de palabras que usan los oficiales del sistema de culto / sacrificio.

## Contexto y significado
Cada salmo tiene un significado separado y los salmos no se pueden resumir como un todo. A lo largo de los doce salmos existe un tema del juicio de Dios y cómo la gente de la Biblia debe seguir la Ley de Dios. Según Hermann Gunkel, hay muchos géneros de salmos que incluyen: himnos, lamentos comunales, lamentos individuales, cánticos individuales de acción de gracias, poemas de sabiduría, canciones de peregrinación y liturgias. Varios de los Salmos de Asaf se clasifican como lamentos comunales porque se preocupan por el bienestar de toda una comunidad de personas. Los lamentos comunitarios abarcan una descripción de algún tipo de destrucción severa seguida de un grito a Dios pidiendo ayuda y una referencia a su gran misericordia del pasado. Los lamentos comunitarios son diferentes de los lamentos individuales debido al uso de "nosotros" versus el uso de "yo". Los salmos están llenos de acción de gracias y alabanza a Dios.
Muchos de estos salmos pronostican destrucción o devastación en el futuro para sus tribus, pero están equilibrados con la misericordia de Dios y el poder salvador para la gente.
Algunos de los Salmos de Asaf no están etiquetados solo como de Asaf, sino como "para el líder". Algunos interpretan que esto significa que fueron escritos para ser leídos por un oráculo y proclamados frente a una gran audiencia, o simplemente que fue una señal para el cantante principal o el músico principal.
Otra característica de estos salmos es el uso de la palabra "Sela", que ha sido interpretada de muchas formas. Una forma de interpretarlo es como una dirección para el cantor o músico y otra es verlo como una señal para una pausa. Se desconoce la definición o derivación exacta; ocurre 71 veces en 39 Salmos.

## Salmos eloístas
Esta sección del libro de los Salmos es parte de una sección conocida como los Salmos Eloístas. Los Salmos Salmo 42 - Salmo 83 se conocen como Elohistas porque se evita el nombre "Yahweh" (que según la ortodoxia judía es una corrupción del Nombre "impronunciable") y se usa el término "Elohim" en su lugar. Los salmos Elohistas se dividen en tres subdivisiones:
| Texto masorético | Texto masorético |                            |
| ---------------- | ---------------- | -------------------------- |
| 42–49            | 41–48            | son "de los hijos de Coré" |
| 51–65, 68–71     | 50–64, 67–70     | son "de David"             |
| 50, 73–83        | 49, 72–82        | son "de Asaf"              |

## Los Salmos de Asaf

### Salmo 50 (Texto masorético) / Salmo 49 (Septuaginta)
Este Salmo pronostica el juicio venidero y la manifestación de Dios. Habla de Dios pidiendo ser reconocido como juez y creador y prometiendo conferir misericordia a quienes se vuelvan a él. Termina con una amenaza seguida de una promesa. El Salmo se dirige a aquellos que han hecho un pacto con Dios mediante el sacrificio. Dios no tiene ningún problema con los sacrificios, se ofrecen con diligencia. Sin embargo, la gente se está olvidando de Dios a través de su conducta. El Salmo nos dice que las acciones de sacrificio por sí mismas no son suficientes. Dios reprende a la gente por no obedecerle. De hecho, la atención se centra en la "ofrenda de acción de gracias" en lugar de la ofrenda de holocaustos. La ética y la actitud le importan a este Dios, no solo los sacrificios. Esta es una declaración teológica significativa. La nación se había centrado en las ofrendas prescritas, sin embargo, había descuidado una conexión o devoción real a Dios. Este salmo señala al lector u oyente hacia el ofrecer acción de gracias y una vida de devoción como la forma correcta de acercarse a Dios, en lugar de los holocaustos solo. Algunos sienten que este Salmo, que es un tipo de acusación judicial, fue movido para preceder inmediatamente al Salmo 51, una súplica de misericordia, en lugar de estar con los otros 11 Salmos de Asaf que aparecen en el Libro de los Salmos como Salmos Salmo 73 al Salmo 83.

### Salmo 73 (Texto masorético) / Salmo 72 (Septuaginta)
La providencia divina y la batalla interna dentro del alma son los dos temas principales de este salmo. Habla del viaje de autorrealización sobre los males del mundo, pero también de regresar y realizar el plan de Dios.
El Salmo 73 trata de cómo los justos deben responder a la corrupción dentro de las filas de la riqueza, el poder y la influencia. Inicialmente, el buen hombre o mujer se escandaliza por la revelación de que los líderes están abusando del poder de sus privilegios. Pero a medida que Asaf reflexiona sobre la naturaleza de Dios, llega a comprender que incluso las figuras de autoridad más poderosas, si se corrompen y no cambian (no se arrepienten), recibirán su recompensa de las manos del Señor. Asaf pudo haber sido testigo de la corrupción dentro de las filas de los funcionarios del templo.
En este Salmo, Asaf pregunta por qué los malvados parecen prosperar. Asaf entra en el santuario donde se realizan los sacrificios y adquiere una nueva perspectiva. Asaf observa el juicio de Dios sobre el mal y acepta a este Dios.

### Salmo 74 (Texto masorético) / Salmo 73 (Septuaginta)
El tema de este salmo gira en torno al primer versículo "¿Por qué, Dios, nos has desechado para siempre?"  y prevé la destrucción. Se presenta como un grito a Dios sobre cuándo vendrá la salvación y los salvará de las profundidades de su desesperación. En medio de los gritos de desesperación, también se escucha una voz de alabanza a Dios.
El Salmo 74, históricamente, está escrito como un lamento comunitario del pueblo judío en referencia al cautiverio babilónico. El enemigo había dañado todo en el santuario y destruido los templos de Dios en la tierra. Asaf, uno de los tres cantantes del templo asignados por el rey David al templo, que escribió el Salmo 74, se pregunta por qué la ira de Dios ha permitido esta invasión y destrucción.

### Salmo 75 (Texto masorético) / Salmo 74 (Septuaginta)
Aquí se expresan los lamentos del pueblo y se establece su promesa de cantar alabanzas a Dios en todo momento. Este salmo está etiquetado como una canción o salmo para el líder,  interpretado como el músico principal  o líder de la comunidad. El líder termina el salmo con una declaración acerca de que los impíos son humillados y los justos exaltados.

### Salmo 76 (Texto masorético) / Salmo 75 (Septuaginta)
Este salmo se enfoca en desarrollar el increíble poder salvador de Dios. Llama a la gente a adorar y alabar a Dios en acción de gracias por su poder salvador. Este Salmo también es reconocido como líder.

### Salmo 77 (Texto masorético) / Salmo 76 (Septuaginta)
Este Salmo es un salmo de lamento de una comunidad de personas que claman a Dios y le piden que no guarde silencio en sus momentos de necesidad. La pregunta "¿Permitirá Dios que su pueblo creado sea destruido?" se plantea. Se completa el círculo con el final proclamando la maravilla de Dios como creador y reflexionando sobre su cuidado por Moisés y Aarón.

### Salmo 78 (Texto masorético) / Salmo 77 (Septuaginta)
Este salmo insta a la gente a seguir la ley y tiene la intención de mostrar a la gente de la época el modelo de la misericordia salvadora de Dios. Fomenta la transmisión de generación en generación de las obras de Dios. Reflexiona específicamente sobre la época de Moisés y los israelitas (hebreos) en el desierto.

### Salmo 79 (Texto masorético) / Salmo 78 (Septuaginta)
El tema central de este salmo es la importancia de la oración en medio de las calamidades, específicamente la calamidad de la reducción de Jerusalén a cenizas por el ejército babilónico en el 587 a  C.  El lamento de la comunidad reconoce sus faltas y ruega por la misericordia de Dios.

### Salmo 80 (Texto masorético) / Salmo 79 (Septuaginta)
Este salmo a veces se conoce como un testimonio de Asaf y se etiqueta como "para el líder". Destaca la restauración de la nación a través de la oración y la misericordia de Dios. Combina la esperanza con un recuerdo de gran dolor. Aquí se utilizan las imágenes de Israel como viña y de Dios como pastor.

### Salmo 81 (Texto masorético) / Salmo 80 (Septuaginta)
Este salmo enfatiza la alabanza a un Dios que salva y un regreso nacional al culto litúrgico. El concepto de elegir actuar según los deseos y deseos de los seres humanos en lugar de caminar con Dios y estar a su favor se pone de manifiesto en este salmo. También exige el arrepentimiento de la gente para reordenar la protección de Dios sobre ellos.

### Salmo 82 (Texto masorético) / Salmo 81 (Septuaginta)
El énfasis de este salmo se coloca en el juicio tanto de los jueces humanos como de Dios y declara los fuertes lazos entre el orden moral y físico. Comenta el acto de Dios que reprendió a los reyes y jueces humanos injustos de Israel por no tratar a los pobres con respeto. Este salmo termina con una oración por justicia.

### Salmo 83 (Texto masorético) / Salmo 82 (Septuaginta)
El último salmo de Asaf y el último salmo de Elohista, destacan el lamento del pueblo debido a su temor a la invasión y a Israel. Sin embargo, luego revela cómo Dios está en control de todos los sucesos y ora para que el enemigo actual sea destruido como todos los enemigos del pasado fueron destruidos.